# Orthotheciella
Orthotheciella là một chi rêu trong họ Amblystegiaceae.